# Węgierska Formuła Renault Sezon 2009
Węgierska Formuła Renault Sezon 2009 – drugi sezon Węgierskiej Formuły Renault.

## Kalendarz wyścigów
| Runda | Data            | Tor           | Pole position | Najszybsze okrążenie | Zwycięzca (kierowcy) | Zwycięzca (zespoły) |
| ----- | --------------- | ------------- | ------------- | -------------------- | -------------------- | ------------------- |
| 1     | 9 maja          | Hungaroring   | ?             | ?                    | Bianca Steiner       | Szász Motorsport    |
| 2     | 10 maja         | Hungaroring   | ?             | ?                    | Bianca Steiner       | Szász Motorsport    |
| 3     | 20 czerwca      | Pannónia-Ring | ?             | ?                    | Norbert Kiss         | Procar Motorsport   |
| 4     | 21 czerwca      | Pannónia-Ring | ?             | ?                    | Norbert Kiss         | Procar Motorsport   |
| 5     | 8 sierpnia      | Kiskunlacháza | ?             | ?                    | Norbert Kiss         | Procar Motorsport   |
| 6     | 9 sierpnia      | Kiskunlacháza | ?             | ?                    | Norbert Kiss         | Procar Motorsport   |
| 7     | 29 sierpnia     | Pannónia-Ring | ?             | ?                    | Norbert Kiss         | Procar Motorsport   |
| 8     | 30 sierpnia     | Pannónia-Ring | ?             | ?                    | István Tukora        | ACS Motorsport      |
| 9     | 12 września     | Orfű          | odwołany      | odwołany             | odwołany             | odwołany            |
| 10    | 13 września     | Orfű          | odwołany      | odwołany             | odwołany             | odwołany            |
| 9     | 24 października | Hungaroring   | ?             | ?                    | Bianca Steiner       | Szász Motorsport    |
| 10    | 25 października | Hungaroring   | ?             | ?                    | Bianca Steiner       | Szász Motorsport    |

## Klasyfikacja kierowców
| Legenda oznaczeń w tabelach wyników Wyświetl szablon na nowej stronie | Legenda oznaczeń w tabelach wyników Wyświetl szablon na nowej stronie                                                                     |
| Oznaczenie                                                            | Wyjaśnienie |
| --------------------------------------------------------------------- | --- |
| Złoty                                                                 | Zwycięzca lub mistrzostwo |
| Srebrny                                                               | 2. miejsce lub wicemistrzostwo |
| Brązowy                                                               | 3. miejsce lub II wicemistrzostwo |
| Zielony                                                               | Ukończył, punktował (w klasyfikacji generalnej, gdy zdobył co najmniej jeden punkt na przestrzeni sezonu, poza trzema powyższymi opcjami) |
| Niebieski                                                             | Ukończył, nie punktował (w klasyfikacji generalnej, gdy nie zdobył co najmniej jednego punktu na przestrzeni sezonu)                      |
| Czerwony                                                              | Nie zakwalifikował się (NZ) |
| Czerwony                                                              | Nie prekwalifikował się (NPK) |
| Różowy                                                                | Nie ukończył (NU) |
| Różowy                                                                | Niesklasyfikowany (NS) (w klasyfikacji generalnej, gdy nie został sklasyfikowany w żadnym wyścigu sezonu)                                 |
| Czarny                                                                | Zdyskwalifikowany (DK) |
| Czarny                                                                | Wykluczony (WYK/EX) |
| Biały                                                                 | Nie wystartował (NW) |
| Biały                                                                 | Kontuzjowany (K/INJ) |
| Biały                                                                 | Wyścig odwołany (OD/C) |
| Bez koloru                                                            | Został wycofany (WYC/WD) |
| Bez koloru                                                            | Nie przybył (NP/DNA) |
| Bez koloru                                                            | Nie brał udziału w treningach (NT/DNP) |
| Bez koloru                                                            | Nie został zgłoszony (–) |
| Pogrubienie                                                           | Start z pole position |
| Kursywa                                                               | Najszybsze okrążenie wyścigu |
| †                                                                     | Nie ukończył, ale jego rezultat został zaliczony ze względu na przejechanie więcej niż 90% dystansu wyścigu.                              |
| *                                                                     | Sezon w trakcie |
| 1/2/3                                                                 | Punktowana pozycja w sprincie kwalifikacyjnym                                                                                             |
| Lista systemów punktacji Formuły 1                                    | |

| Poz. | Kierowca       | Zespół            | HUN | HUN | PAN | PAN | KIS | KIS | PAN | PAN | HUN | HUN | Punkty |
| ---- | -------------- | ----------------- | --- | --- | --- | --- | --- | --- | --- | --- | --- | --- | ------ |
| 1    | Norbert Kiss   | Procar Motorsport | 4   | NU  | 1   | 1   | 1   | 1   | 1   | 2   | 2   | 3   | 58     |
| 2    | Attila Barta   | ACS Motorsport    | 3   | 2   | 2   | 2   | 2   | 2   | 2   | 3   | 4   | 4   | 52     |
| 3    | István Tukora  | ACS Motorsport    | 2   | NU  | 4   | 4   | 4   | -   | 3   | 1   | 3   | 2   | 42,5   |
| 4    | Bianca Steiner | Szász Motorsport  | 1   | 1   | -   | -   | -   | -   | -   | -   | 1   | 1   | 30     |
| 5    | Olivér Juhász  | Patkó Autósport   | 5   | -   | 5   | 5   | 3   | 3   | NW  | NW  | 5   | 5   | 26     |
| 6    | Zsolt Balogh   | Patkó Autósport   | NU  | NU  | 3   | 3   | -   | -   | -   | -   | -   | -   | 12     |